# Fauxpas
Ein Fauxpas [foˈpa] (anhörenⓘ) (französisch le faux pas, aus faux „falsch“ und le pas „der Schritt“) ist ein Fehltritt im übertragenen Sinne, also ein unbeabsichtigter Verstoß gegen ungeschriebene Umgangsformen. Im 18. Jahrhundert fand der Begriff Eingang in die deutsche Sprache. Der Ausdruck gehört zum sogenannten „gehobenen Sprachgebrauch“.

## Ursachen
Ein Fauxpas wird als Taktlosigkeit, als ein Verstoß gegen Stil, Sitten, Etikette, Sprachregelung, die Erfordernisse einer bestimmten Situation oder ähnliche ungeschriebene Umgangsformen beschrieben, der auf Unkenntnis, Gedankenlosigkeit oder Unbedachtheit beruht. Ursachen können z. B. sein:
- Unwissen über Sitten und Gebräuche fremder Kulturen und sozialer Milieus
- lückenhafte Allgemeinbildung
- mangelnde Kenntnis politischer oder geschichtlicher Hintergründe
- mangelhafte Fähigkeiten im Umgang mit Gefühlen, Erfahrungen und Befindlichkeiten Anderer
- mangelhafte Kompetenz in der Einschätzung kritischer Situationen.

Die betreffende Handlung geschieht bewusst, aber ohne Bewusstsein des darin enthaltenen Fehlers.

## Auswirkungen
Der Fauxpas ist nicht wie das Missgeschick auf Unglück oder körperliche Ungeschicklichkeit zurückzuführen und ruft – ggf. abgesehen von Schadenfreude – auch keine Heiterkeit hervor. Er ist ebenfalls nicht Ergebnis eines vorsätzlichen Regelverstoßes oder aggressiven Verhaltens; in jenem Fall handelt es sich um einen Affront. Die Bezeichnung Fauxpas bringt also auch zum Ausdruck, dass die Übertretung nicht in böser oder beleidigender Absicht geschah. Es ist aber nicht ausgeschlossen, dass jemandes Fauxpas von anderen als Affront verstanden wird. Durch den Fauxpas wird das Unwissen oder der mangelnde Stil dessen, der den Fauxpas begangen hat, unmittelbar offenbar. Je nach Schwere des Verstoßes kann das Ansehen des Betreffenden bei den Gesprächspartnern oder in der Öffentlichkeit erheblich beschädigt werden.

## Weitere Verwendung
- Im Französischen kann faux pas sowohl als Fehltritt im wörtlichen Sinne als auch im übertragenen Sinne benutzt werden.[5]
- Im Deutschen verwendet man statt des Wortes Fauxpas oft die Redewendung „ins Fettnäpfchen treten“.